# Marca (Sălaj)
Marca es una comuna ubicada en el distrito de Sălaj, Rumania.

## Superficie
Posee una superficie de 48,37 kilómetros cuadrados.

## Demografía
Hasta 2021 la población era de 2226 habitantes, con una densidad de población de 46,02 habitantes por kilómetro cuadrado.